# Cantó de Saint-Martin-d'Hères-Nord
El cantó de Saint-Martin-d'Hères-Nord  és un cantó francès del departament de la Isèra, situat al districte de Grenoble. Compta amb part del municipi de Saint-Martin-d'Hères.

## Municipis
- Saint-Martin-d'Hères

## Història
| Data d'elecció                           | Identitat           | Partit | Qualitat |
| ---------------------------------------- | ------------------- | ------ | -------- |
| 1973-1985                                | Joseph Blanchon     | PCF    |          |
| 1985-1998                                | Madeleine Barathieu | PCF    |          |
| 1998-                                    | René Proby          | PCF    |          |
| les dades anteriors no són pas conegudes |                     |        |          |
|                                          |                     |        |          |

| 1962 | 1968 | 1975 | 1982 | 1990 | 1999   | 2007   |
| ---- | ---- | ---- | ---- | ---- | ------ | ------ |
| -    | -    | -    | -    | -    | 22.787 | 23.275 |